# Aldeia Gavinha
Aldeia Gavinha ist ein Ort und eine ehemalige Gemeinde in Portugal.
Die einflussreiche Schauspielerin Palmira Bastos (1875–1967) wurde hier geboren. Ihr Geburtshaus wurde neu errichtet und 2000 als ein ihr gewidmetes Museum eröffnet. Die Casa Museu Palmira Bastos zeigt den Lebenslauf der Schauspielerin anhand von persönlichen Gegenständen, Bühnenkostümen und Fotografien, u. a. aus ihrer Zeit am Teatro Nacional D. Maria II.

## Geschichte
Bereits zu römischer Zeit bestand am Hang gegenüber dem heutigen Ort vermutlich eine Siedlung, worauf Funde hindeuten.
Vermutlich in der Zeit der Regentschaft des Königs D. Afonso V. im 15. Jahrhundert wurde Aldeia Gavinha eine eigenständige Gemeinde, später ein eigener Kreis.
1855 wurde der Kreis aufgelöst und wurde eine Gemeinde des Kreises Alenquer. Mit der Gebietsreform 2013 wurde die Gemeinde Aldeia Gavinha aufgelöst und mit der Gemeinde Aldeia Galega da Merceana zusammengeschlossen.

## Verwaltung
Aldeia Gavinha war Sitz einer gleichnamigen Gemeinde (Freguesia) im Kreis (Concelho) von Alenquer im Distrikt Lissabon. Die Gemeinde hatte eine Fläche von 8,25 km² und 1077 Einwohner (Stand 30. Juni 2011).
Folgende Ortschaften gehörten zur Gemeinde:
| - Aldeia Gavinha - Cotovelo - Freixial do Meio - Mossorovia - Mata - Montegil | - Tojal - Casal Queimadas - Remolha - Casais dos Maçaricos - São Martinho |

Mit der Gebietsreform vom 29. September 2013 wurde Aldeia Gavinha mit der Gemeinde Aldeia Galega da Merceana zur neuen Gemeinde União das Freguesias de Aldeia Galega da Merceana e Aldeia Gavinha zusammengefasst.

## Söhne und Töchter der Stadt
- Francisco de Sousa e Almada (1676–?), Schriftsteller
- Palmira Bastos (1875–1967), Schauspielerin